# Барыкино (Ильинское сельское поселение)
Барыкино — деревня в Кольчугинском районе Владимирской области России, входит в состав Ильинского сельского поселения.

## География
Деревня расположена в 10 км на восток от центра поселения посёлка Большевик, в 14 км на северо-восток от райцентра города Кольчугино.

## История
В XIX — начале XX века деревня входила в состав Давыдовской волости Юрьевского уезда, с 1925 года — в составе Лучинской волости Юрьев-Польского уезда Иваново-Вознесенской губернии. В 1859 году в деревне числилось 12 дворов, в 1905 году — 17 дворов.
С 1929 года деревня входила в состав Лычевского сельсовета Кольчугинского района, с 2005 года — в составе Ильинского сельского поселения.

## Население
| 1859 | 1905 | 2002 | 2010 | 2021 |
| ---- | ---- | ---- | ---- | ---- |
| 96   | ↗112 | ↘2   | ↘1   | ↗7   |